# 宏智正覺
宏智正覺禪師（1091年—1157年），俗姓李，法號正覺，謚號宏智禪師，山西隰州人，宋代著名禪師。為曹洞宗門下，開創默照禪法。與臨濟宗大慧宗杲齊名，時人稱他們為二甘露門。

## 生平
十一歲出家為沙彌，十四歲受具足戒，後進入丹霞子淳門下，成為曹洞宗傳人。三十九歲時，居於浙江天童山景德寺傳法近三十年，故又被稱為天童正覺。當時香火大盛，殿堂煥新，增設田園，會下千餘人，稱為曹洞中興。

## 著作
弟子將其著作收錄為《宏智正覺禪師廣錄》

，內含《默照銘》、《坐禅箴》等。